# هارمونی (حوزه سرشماری)، نیوجرسی
هارمونی (به انگلیسی: Harmony) یک منطقهٔ مسکونی در ایالات متحده آمریکا است که در هارمونی (نیوجرسی) واقع شده‌است. هارمونی ۳٫۲۱۰ کیلومتر مربع مساحت و ۴۴۱ نفر جمعیت دارد و ۱۲۴ متر بالاتر از سطح دریا قرار دارد.